# Beyond (Band)
Beyond war eine Rockband aus Hongkong. Sie wurde 1983 gegründet und löste sich 2005 auf. Die Gruppe, die bei der japanischen Talentagentur Amuse unter Vertrag stand, wird stets mit Hongkong assoziiert und ihre Verbindung zur Region spiegelt sich auch in ihren Songtexten wider. 1993 starb Sänger Wong Ka Kui (1962–1993) nach einem Unfall bei einem TV-Auftritt in Japan.

## Diskografie

### Alben (Kantonesisch)
- 1986.04–再見理想 (Goodbye Faith, aka Goodbye Ideal)
- 1987.07–亞拉伯跳舞女郎 (Arabian Dancing Girl)
- 1988.03–現代舞台 (Modern Stage)
- 1988.09–秘密警察 (Secret Police)
- 1989.07–Beyond IV
- 1989.12–真的见证 (The Real Testament)
- 1990.09–命運派對 (Party Of Fate)
- 1991.09–犹豫 (Deliberate)
- 1992.08–繼續革命 (Continue The Revolution)
- 1993.05–樂輿怒 (Rock 'N' Roll)
- 1994.06–二樓後座 (2nd Floor Back Suite)
- 1995.06–Sound
- 1997.04–請將手放開 (Please Let Go Of Your Hands)
- 1997.12–驚喜 (Surprise)
- 1998.12–不見不散 (Until You Arrive)
- 1999.11–Good Time

### Alben (Hochchinesisch)
- 1990.09–大地 (The Earth)
- 1991.04–光輝歲月 (The Glorious Years)
- 1992.12–信念 (Belief)
- 1993.09–海闊天空 (Sea & Sky)
- 1994.07–Paradise
- 1995.10–愛與生活 (Love & Life)
- 1998.02–這裡那裡 (Here And There)

### Alben (Japanisch)
- 1992.09–超越 (Beyond)
- 1993.07–This Is Love 1
- 1994.07–Second Floor

### EPs & Singles
- 1987.01–永遠等待 (Forever Waiting)
- 1987.08–新天地 (New World)
- 1987.09–孤單一吻 (Solitary Kiss)
- 1989.04–四拍四 (4 Beat 4)
- 1990.05–战胜心魔 (Overcoming The Devil Inside)
- 1990.06–天若有情电影歌曲 (A Moment Of Romance - Movie Songs)
- 1992.12–無盡空虛 (Endless Emptiness)
- 1996.02–Beyond 的精彩 (Wonderful Beyond)
- 1998.07–Action
- 1999.–Love Our Bay (Beyond & Funky Sueyoshi)
- 2003.04–Together

### Live-Alben
- 1985.–Super Live 1985
- 1986.08–台北演唱会 (Live In Taipei)
- 1987.10–超越亞拉伯演唱會 (Arab Concert)
- 1988.10–Live 88
- 1988.10–北京演唱會 1988 (Beijing Concert)
- 1991.12–Live 1991
- 1993.12–Words & Music – Final Live With Ka Kui
- 1996.05–Live & Basic
- 2001.12–Good Time Live Concert 1999
- 2003.–20th Anniversary 2003 Live
- 2005.04–Beyond The Story Live 2005

### Kompilationen
- 1993.08–遙望黃家駒不死音樂精神 - 特別紀念集 92-93 (Special Commemorate Of Wong Ka Kui)
- 1995.05–遙かなる夢 Far Away 1992～1995
- 2000.01–Millennium
- 2005.01–Beyond The Ultimate Story
- 2008.03–Beyond 25th Anniversary
- 2013.07–Beyond 30th Anniversary
- 2015.06–The Legend
- 2015.06–The Stage